# سدیم آلومینیوم سولفات
سدیم آلومینیوم سولفات (به انگلیسی: Sodium aluminium sulfate) با فرمول شیمیایی NaAl(SO۴)۲·12H۲O یک ترکیب شیمیایی است. که جرم مولی آن ۴۵۸٫۲۸ g/mol می‌باشد. شکل ظاهری این ترکیب، پودر بلورین سفید است.